# Canadian National Vimy Memorial

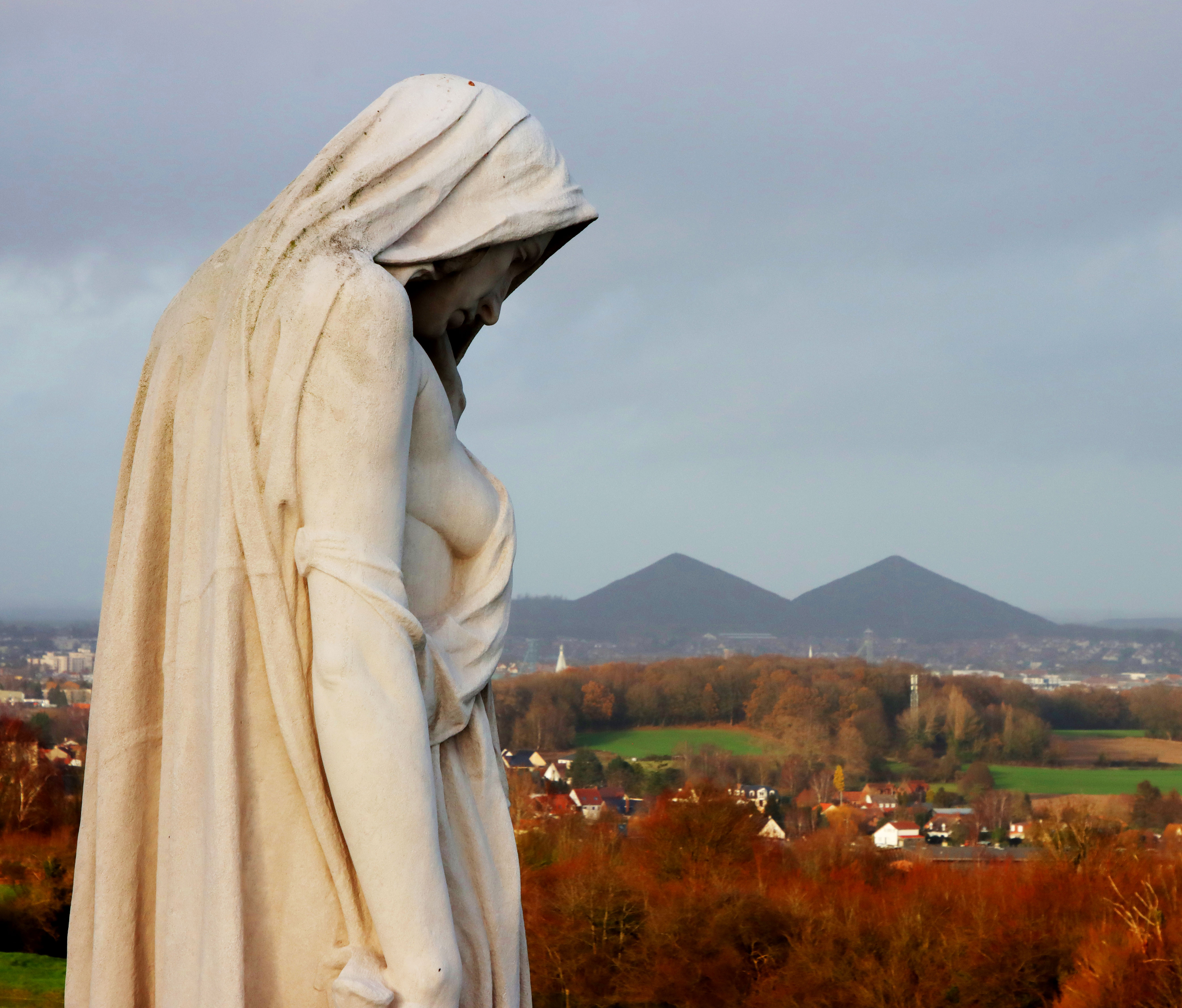
Posąg Canada Bereft

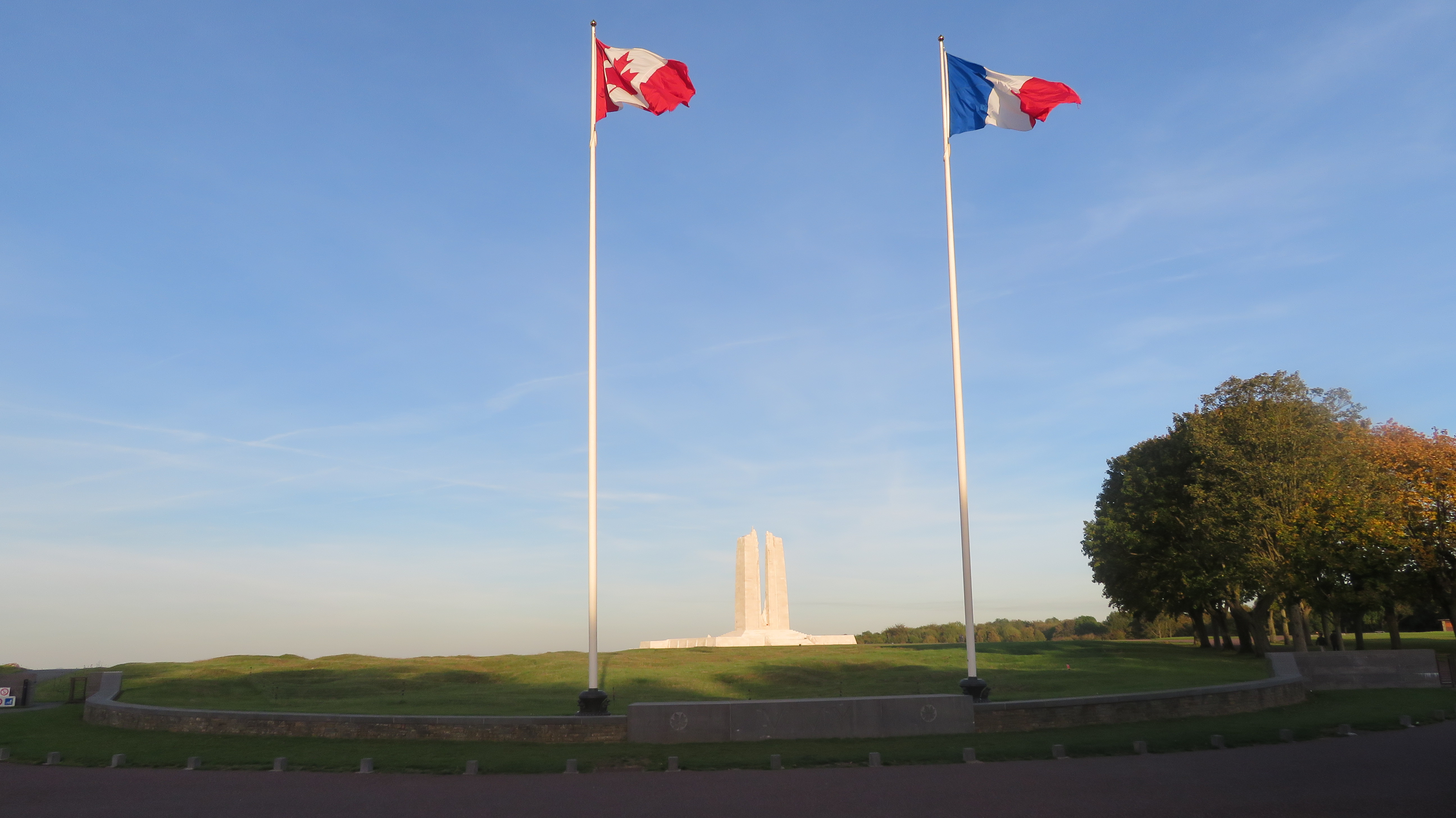
Teren pomnika

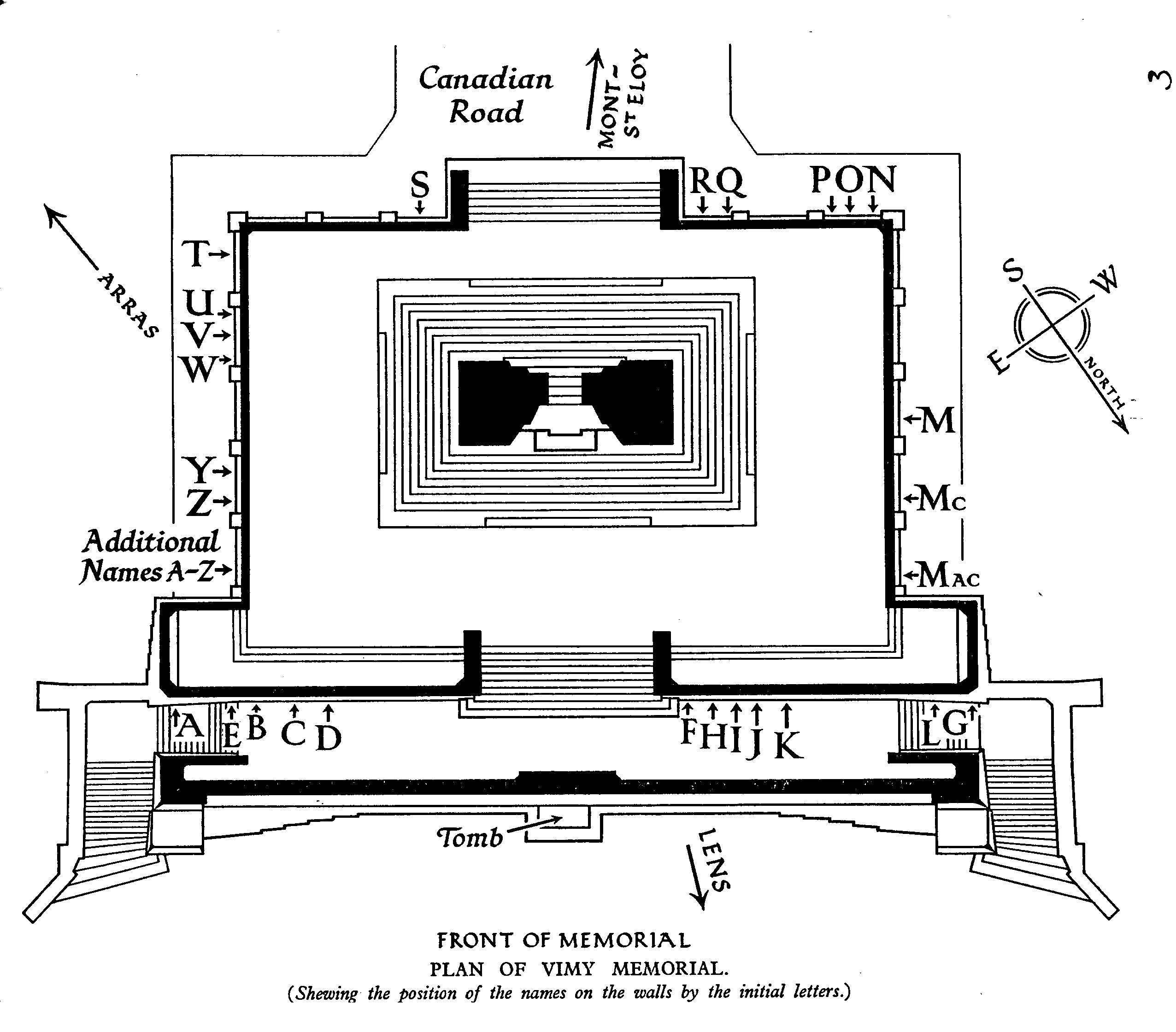
Plan pomnika

Canadian National Vimy Memorial (fr. Mémorial national du Canada à Vimy) – pomnik upamiętniający kanadyjskich żołnierzy, którzy polegli we Francji podczas I wojny światowej.
Największy kanadyjski pomnik ofiar I wojny światowej znajduje się nieopodal Vimy, na szczycie Wzgórza 145. Monument zaprojektowany przez Waltera Seymoura Allwarda został wzniesiony w latach 1921–1936 na miejscu pola bitwy o grzbiet Vimy.
Pomnik umiejscowiony jest na masywnym, nietypowo zaprojektowanym cokole, podpartym z przedniej strony przez wał, na który prowadzą symetryczne schody po obydwu jego stronach. W centralnym miejscu wału znajduje się posąg Canada Bereft – kobiety w welonie zwróconej twarzą na wschód, w stronę świtu nowego dnia. Ta zasmucona postać reprezentuje Kanadę – młody naród opłakujący śmierć swoich synów na wojnie. Stylizowana jest na tradycyjnych w kulturze zachodniej przedstawieniach Piety Matki Bożej. Poniżej statuy znajduje się grób nieznanego żołnierza, okryty gałązkami laurowymi i zwieńczony hełmem, symbolizujący wszystkich żołnierzy, których miejsce spoczynku jest nieznane. W obu rogach przedniej części cokołu znajdują się figury Obrońców (Defenders) – Złamanie Miecza (Breaking of the Sword) i Współczucie dla Bezradnych (Sympathy for the Helpless).
Znajdujące się bezpośrednio za posągiem Canada Bereft pojedyncze schody prowadzoną na otoczony murkiem placyk, na środku którego umieszczono główną część pomnika, podniesioną dodatkowo poprzez kolejne, trzecie schody, prowadzące do postumentu ze wszystkich czterech stron. Pomnik składa się z dwóch pylonów, reprezentujących Kanadę i Francję, które wznoszą się na wysokość 40 metrów ponad cokół. Po wewnętrznej stronie obu pylonów znajduje się Chór – zespół ośmiu rzeźb symbolizujących wartości, o które walczyli Kanadyjczycy – Pokój, Sprawiedliwość, Honor, Nadzieję, Miłosierdzie, Wiarę, Prawdę oraz Wiedzę. Wokół nich znajdują się herby państw: Kanady, Wielkiej Brytanii oraz Francji. U podstawy pylonów Duch Ofiary rzuca pochodnię swoim towarzyszom – nawiązując do wersu ze słynnego wiersza In Flanders Fields autorstwa podpułkownika Johna McCrae: „Tobie z rąk słabnących rzucamy; pochodnia niech będzie twoja, abyś ją trzymał wysoko” (To you from failing hands we throw; the torch, be yours to hold it high). Na tylnych schodach pomnika znajdują się siedzące rzeźby Żałobnika (Male Mourner) i Żałobnicy (Female Mourner).
Pomnik jest wykonany z bardzo rzadkiego białego wapienia z okolic Segetu w Chorwacji, który został wybrany osobiście przez Allwarda ze względu na jego wyjątkową trwałość. Betonowa w środku konstrukcja jest wyłożona kamieniem na zewnątrz.
Miejsce pomnika i obszar 100 hektarów wokół niego zostały przekazane Kanadzie przez Francję w 1922 roku w uznaniu poświęcenia Kanadyjczyków w obronie Francji podczas Wielkiej Wojny, a zwłaszcza zwycięstwa odniesionego przez kanadyjskie wojska na grzbiecie Vimy w kwietniu 1917 roku. Pierwszego odsłonięcia pomnika dokonał król Edward VIII  26 lipca 1936 roku. Pomnikiem opiekuje się stowarzyszenie Veterans Affairs Canada. Na początku XXI wieku pomnik został odrestaurowany. Jego drugie odsłonięcie przez królową Elżbietę II miało miejsce 7 kwietnia 2007 roku, dwa dni przed 90. rocznicą bitwy.
W 2017 roku Królewska Mennica Kanadyjska wyemitowała srebrną monetę upamiętniającą 100. rocznicę bitwy z wizerunkiem pomnika. Budowa Pomnika Vimy była tematem powieści The Stone Carvers kanadyjskiej pisarki Jane Urquhart.
Obiekt widnieje na liście Narodowych Miejsc Historycznych Kanady (ang. National Historic Sites of Canada, fr. Lieux historiques nationaux du Canada) jako jeden z dwóch obiektów na tej liście znajdujących się poza terytorium Kanady. W 2023 roku pomnik został wpisany na listę światowego dziedzictwa UNESCO (jako część wpisu zbiorowego „Miejsca pochówków i pamięci z czasów I wojny światowej (front zachodni)”).